# Darłowo
Darłowo là một thị trấn thuộc huyện Sławieński, tỉnh Zachodniopomorskie ở tây-bắc Ba Lan. Thị trấn có diện tích 20 km². Đến ngày 1 tháng 1 năm 2011, dân số của thị trấn là 13954 người và mật độ 690 người/km².